# توم ريان
توم ريان (بالإنجليزية: Tom Ryan)‏ هو لاعب قذف أيرلندي، ولد في 1941 في Toomevara ‏ في جمهورية أيرلندا، وتوفي في 1970.